# Coupe de Tunisie de football 1961-1962
Navigation
Coupe de Tunisie 1960-1961 Coupe de Tunisie 1962-1963
La Coupe de Tunisie de football 1961-1962 est la 7e édition de la coupe de Tunisie depuis 1956, et la 32e au total. Elle est organisée par la Fédération tunisienne de football (FTF). 
La finale oppose les deux meilleurs clubs de l’année : le Stade tunisien, champion de Tunisie, et son dauphin, le Stade soussien, renforcé par la plupart des joueurs de l’Étoile sportive du Sahel dissoute à la suite des graves incidents survenus lors de la rencontre des quarts de finale de la saison précédente contre l’Espérance sportive de Tunis. Il faut noter la performance du Club medjezien qui évolue en troisième division et parvient en demi-finale.

## Résultats

### Premier tour éliminatoire
- Éliminatoires Nord :
  - Club olympique du Kram[1] – Société sportive Aurora : 2 – 2 (Qualification aux corners)
  - Étoile sportive de Béni Khalled – Association sportive de Montfleury : 3 – 1
  - Stade nabeulien – Jeunesse sportive de Bou Arada : 2 – 1
  - Étoile sportive de Gaâfour – Club sportif de Téboursouk : 2 – 1
  - Association sportive de Ghardimaou[1] -  Avenir sportif musulman de Souk El Khemis : 1 - 0
  - Association sportive des traminots[1] - Association sportive des PTT (Tunis) : 5 – 1
  - Patrie Football Club bizertin bat Vague sportive de Menzel Abderrahmane
  - Olympique de Béja – Union sportive khémissienne : 3 – 0
- Éliminatoires Sud :
  - Ennahdha sportive de Jemmal – Football Mdilla Club : 3 - 0
  - Croissant sportif d’Akouda - Enfida Sports : 1 - 0
  - Hirondelle sportive de Kalâa Kebira bat Union sportive ksibienne
- Premier tour (deuxième phase)
  - Association sportive souk-arbienne - Olympique de Béja : 3 – 2
  - Stade nabeulien – Étoile sportive de Béni Khalled : 1 - 0
  - Hirondelle sportive de Kalâa Kebira bat Union sportive de Ksour Essef
  - Étoile sportive de Gaâfour bat Stade zaghouanais

### Deuxième tour préliminaire
Disputé le 26 novembre 1961, au niveau régional, le deuxième tour préliminaire réunit seize qualifiés des troisième et quatrième divisions et 22 équipes de deuxième division, l'Aigle sportif de Téboulba ne s’étant pas engagé pour cette compétition.
- Nord :
  - Club sportif des cheminots – Jeunesse sportive métouienne : 2 - 0
  - En-Nadi Ahly de  Mateur - Sporting Club de Ben Arous : 2 - 1
  - Jeunesse sportive tebourbienne - Mouldia sportive de Den Den : 2 – 1
  - Union sportive de Radès  - Jeunesse sportive de La Manouba : 2 - 0
  - Union sportive musulmane - Al Mansoura Chaâbia de Hammam Lif : 0 – 0 (victoire aux corners)
  - Al Hilal - Club olympique tunisien : 1 – 0
  - Stade africain de Menzel Bourguiba - Patrie Football Club bizertin : 4 - 0
  - Grombalia Sports - Stade nabeulien : 3 - 0
  - Club athlétique du gaz – Union sportive khémissienne : 1 – 0
  - Association sportive souk-arbienne - Olympique du Kef : 1 – 1 (Qualification aux corners)
  - Football Club de Jérissa - Étoile sportive de Gaâfour : 4 – 1
  - Stade populaire – Club sportif menzelien (Menzel Bouzelfa) : 2 – 1
- Nord-Sud :
  - Club medjezien – Union sportive des ouvriers de Oued Mâaou : 4 - 3
- Sud :
  - Patriote de Sousse – Hirondelle sportive de Kalâa Kebira :  9- 2
  - Jeunesse sportive kairouanaise - Espoir sportif de Hammam Sousse : 5 - 1
  - Association sportive de Djerba – Gazelle sportive de Moularès : Forfait
  - Croissant sportif d’Akouda - Ennahdha sportive de Jemmal : 2 – 0
  - Étoile sportive de Métlaoui – Union sportive de Gafsa-Ksar : 2' - 1
  - Sfax railway sport - La Palme sportive de Tozeur : 2 – 0

### Seizièmes de finale
En plus des 19 qualifiés du tour précédent, onze clubs de division nationale font leur entrée en coupe. L'Avenir musulman, détenteur du titre, est qualifié d’office pour les huitièmes de finale. 
| Équipe 1                           | Équipe 2                       | Score 90'                    |
| ---------------------------------- | ------------------------------ | ---------------------------- |
| Club sportif de Hammam Lif         | Club sportif des cheminots     | 1 - 1 (qualifié aux corners) |
| Étoile sportive de Métlaoui        | Union sportive monastirienne   | 2 - 0                        |
| Club africain                      | Jeunesse sportive kairouanaise | 0 - 0 (qualifié aux corners) |
| Union sportive musulmane           | Union sportive de Radès        | 2 - 1                        |
| Club athlétique bizertin           | Club tunisien                  | 1 - 0                        |
| Union sportive tunisienne          | Sfax railway sport             | 2 - 1                        |
| Stade soussien                     | Stade gabésien                 | 3 - 1                        |
| Club athlétique du gaz             | Al Hilal                       | 1 - 0                        |
| Patriote de Sousse                 | En-Nadi Ahly de Mateur         | 2 - 0                        |
| Avenir musulman                    | -                              | Qualifié d’office            |
| Association sportive souk-arbienne | Association sportive de Djerba | 2 - 1                        |
| Club medjezien                     | Grombalia Sports               | 1 - 1 (qualifié aux corners) |
| Stade africain de Menzel Bourguiba | Croissant sportif d’Akouda     | 3 – 0                        |
| Espérance sportive de Tunis        | Stade populaire                | 1 - 0                        |
| El Makarem de Mahdia               | Jeunesse sportive tebourbienne | 2 - 1                        |
| Stade tunisien                     | Football Club de Jérissa       | 2 – 0                        |

### Huitièmes de finale
Les matchs sont joués le 4 février 1962.
| Équipe 1                    | Équipe 2                           | Score 90'                     |
| --------------------------- | ---------------------------------- | ----------------------------- |
| Stade tunisien              | El Makarem de Mahdia               | 1 - 0                         |
| Club sportif de Hammam Lif  | Association sportive souk-arbienne | 5 - 1                         |
| Union sportive tunisienne   | Club africain                      | 0 – 0 (qualifiée aux corners) |
| Club athlétique bizertin    | Étoile sportive de Métlaoui        | 2 - 1                         |
| Avenir musulman             | Stade africain de Menzel Bourguiba | 3 - 0                         |
| Stade soussien              | Union sportive musulmane           | 7 - 0                         |
| Espérance sportive de Tunis | Patriote de Sousse                 | 2 - 1                         |
| Club medjezien              | Club athlétique du gaz             | 1 - 0                         |

### Quarts de finale
| Date        | Équipe 1                    | Équipe 2                   | Score 90' |
| ----------- | --------------------------- | -------------------------- | --------- |
| 4 mars 1962 | Stade tunisien              | Avenir musulman            | 2 - 0     |
| 4 mars 1962 | Stade soussien              | Club sportif de Hammam Lif | 3 - 0     |
| 4 mars 1962 | Espérance sportive de Tunis | Club athlétique bizertin   | 2 - 1     |
| 4 mars 1962 | Club medjezien              | Union sportive tunisienne  | 2 - 1     |

### Demi-finales
| Date          | Équipe 1       | Équipe 2                    | Score 90'                    |
| ------------- | -------------- | --------------------------- | ---------------------------- |
| 8 avril 1962  | Stade tunisien | Club medjezien              | 2 - 0                        |
| 8 avril 1962  | Stade soussien | Espérance sportive de Tunis | 2 - 2                        |
| 22 avril 1962 | Stade soussien | Espérance sportive de Tunis | 2 - 2 (qualifié aux corners) |

### Finale
| Date         | Équipe 1       | Équipe 2       | Score 90' |
| ------------ | -------------- | -------------- | --------- |
| 13 mai 1962  | Stade tunisien | Stade soussien | 1 – 1     |
| 10 juin 1962 | Stade tunisien | Stade soussien | 1 – 0     |

La finale est arbitrée par Mustapha Bellakhouas, secondé par Hédi Zarrouk et Mohamed Khanteche pour les deux éditions.

## Meilleurs buteurs
Ali Chaouach (Stade soussien) avec cinq buts est le meilleur buteur de l’édition devant son coéquipier Amor Meziane.